# Picture This (Wet Wet Wet)
Picture This è un album del gruppo musicale britannico Wet Wet Wet, pubblicato dall'etichetta discografica Mercury/PolyGram nel 1995.
L'album è prodotto dal quartetto Clark/Cunningham/Mitchell/Pellow, ovvero i membri del gruppo, che sono anche gli unici autori dei brani, ad eccezione di She Might Never Know, alla cui stesura ha partecipato Chris Difford firmando il testo, e Love Is All Around, cover di un brano del 1967 del gruppo The Troggs, composto da Reg Presley. Gli arrangiamenti sono curati da Fiachra Trench.
Tra il 1994 e il 1996 vengono messi in commercio sei singoli i cui brani principali sono contenuti nell'album.

## Tracce

### Lato A
1. Julia Says
2. After the Love Goes
3. Somewhere Somehow
4. Gypsy Girl
5. Don't Want to Forgive Me Now
6. She Might Never Know

### Lato B
1. Someone Like You
2. Love Is My Shepherd
3. She's All on My Mind
4. Morning
5. Home Tonight
6. Love Is All Around